# García Díaz de Castro
García Díaz de Castro o Garci Díaz de Castro  (n. Corona de Castilla, ca. 1506 - f. gobernación del Tucumán, después de 1566) fue un hidalgo, militar, funcionario y conquistador español del siglo XVI que pasó a Sudamérica para contribuir en la conquista de Chile, contrajo matrimonio con Bárbola Coya Inca, princesa incaica, con la cual tuvo descendencia mestiza legítima.

## Biografía
García Díaz de Castro habría nacido hacia 1506 en alguna parte de la entonces Corona castellana. Contribuyó en la América española con la conquista de Chile junto a Diego de Almagro "el viejo" en 1536 y con Pedro de Valdivia en 1540. Fue vecino de la ciudad de La Serena en la gobernación de Chile en donde se transformó en encomendero, alcalde, regidor perpetuo, tesorero y corregidor en dicha ciudad. Además allí fue vecino fundador y regidor del Cabildo de la ciudad de Santiago del Nuevo Extremo en 1544.
A principios de 1565, con su esposa y los tres hijos que ambos tenían hasta ese momento consigo, partieron a la gobernación tucumana junto a nueve doncellas hidalgas y varios soldados, con el capitán Gaspar de Medina quien era su yerno, además de estar cumpliendo este último la misión encomendada por el gobernador Francisco de Aguirre, para buscar refuerzos en Chile.

## Matrimonio y descendencia
García Díaz de Castro se unió en matrimonio con Bárbola Coya Yupanqui, o también llamada Bárbola Coya Inca o Bárbola Díaz, princesa incaica, quien fuera sobrina del emperador Túpac Yupanqui y prima de Beatriz Clara Coya que se casó con el gobernador Martín García Oñez de Loyola. Díaz de Castro también sabía firmar.
Del enlace entre García de Castro y Bárbola hubo cuatro hijos legítimos mestizos, siendo una de ellos Catalina de Castro que se casaría con el capitán Gaspar de Medina.
De su familia iniciada en La Serena ha habido ramificaciones de parentesco seguido en el tiempo hasta dar con 16 presidentes de Chile que lleven
su sangre. A saber: Emiliano Figueroa, Germán Riesco, Federico Errázuriz, Jorge Alessandri, Ramón Barros Luco, Eduardo Frei Montalva, Domingo Santa María, Jorge Montt, Pedro Montt y Eduardo Frei Ruiz Tagle.